# Ткачик бурогорлий
Тка́чик бурогорлий (Ploceus xanthopterus) — вид горобцеподібних птахів ткачикових (Ploceidae). Мешкає в Центральній і Південній Африці.

## Опис

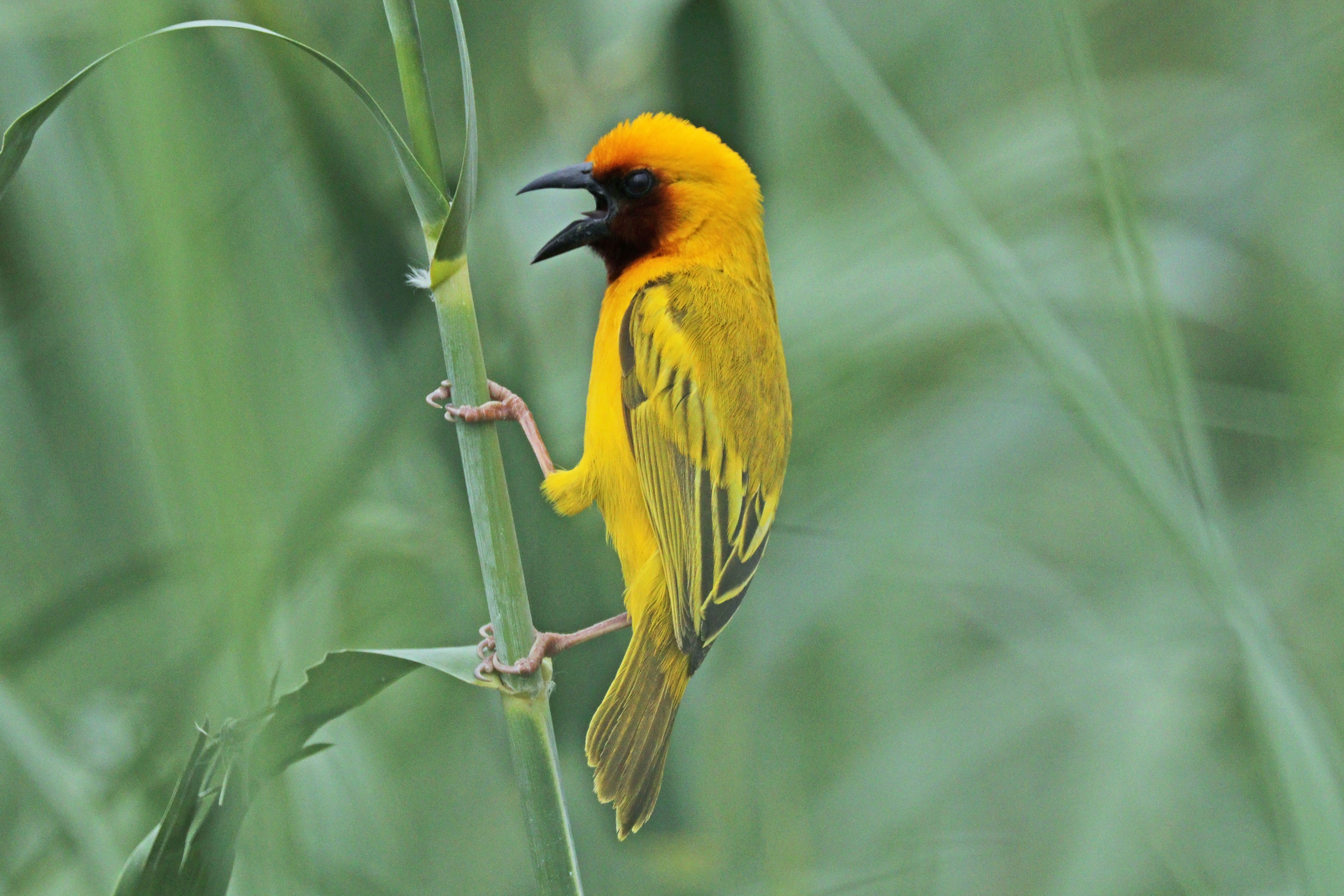
Бурогорлий ткачик (підвид P. x. castaneigula, Намібія)

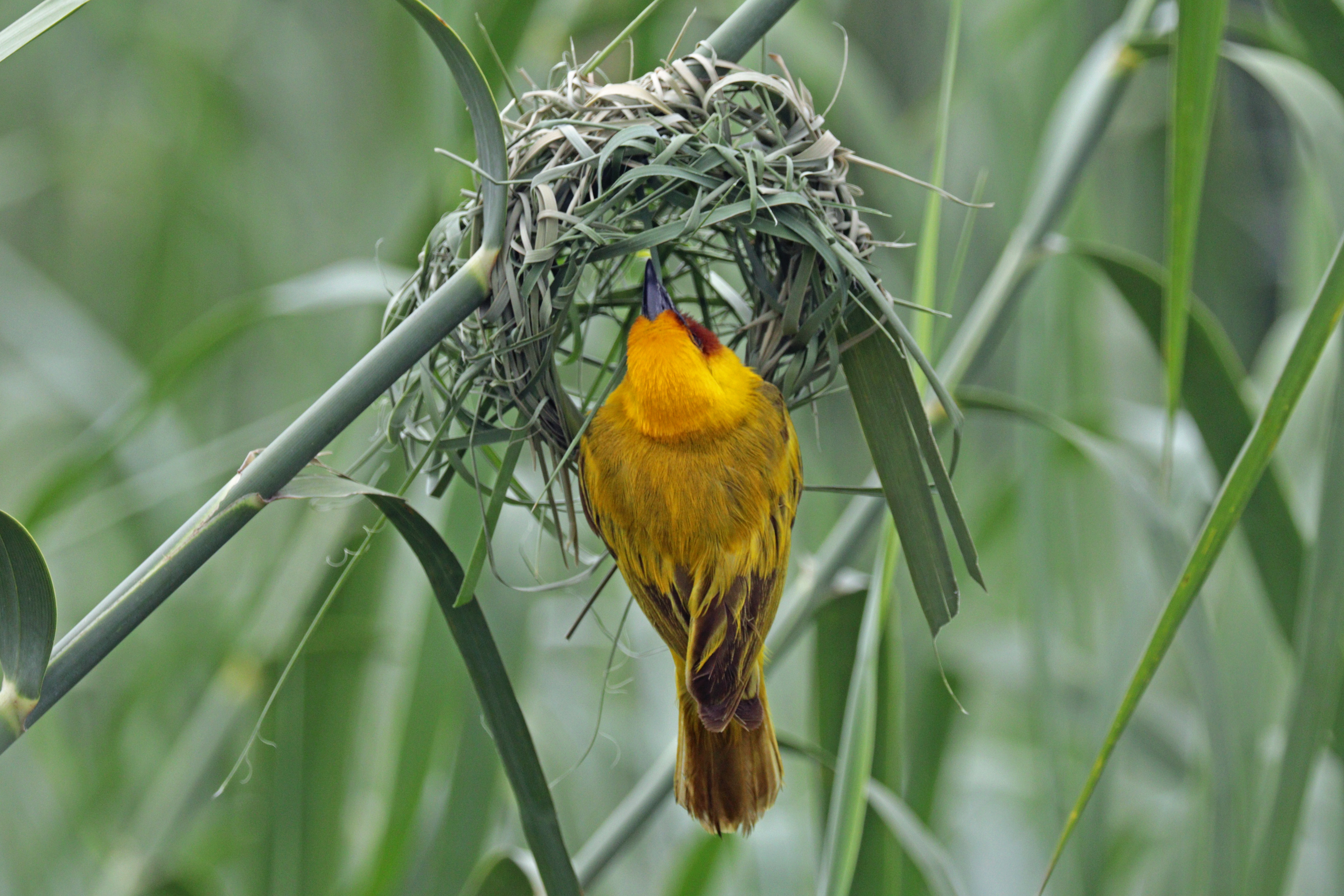
Бурогорлий ткачик при побудові гнізда

Довжина птаха становить 15 см, самці важать 22-31 г, самиці 16-24 г. У самців верхня частина тіла зеленувато-жовта, нижня частина тіла жовта. На обличчі чорно-бура "маска". Очі карі. У самиць і молодих птахів верхня частина тіла поцяткована оливково-бурими смугами, нижня частина тіла жовтувата або білувата, очі темні.

## Підвиди
Виділяють три підвиди:
- P. x. castaneigula (Cabanis, 1884) — західна Замбія, північно-східна Намібія, північна Ботсвана і західне Зімбабве;
- P. x. marleyi (Roberts, 1929) — південь Мозамбіку, схід Есватіні і північний схід ПАР;
- P. x. xanthopterus (Hartlaub & Finsch, 1870) — від південно-західної Танзанії і Малаві до північно-східного Зімбабве і центрального Мозамбіку.

## Поширення і екологія
Бурогорлі ткачики мешкають в Танзанії, Малаві, Мозамбіку, Замбії, Зімбабве, Ботсвані, Намбії, Есватіні і Південно-Африканській Республіці. Вони живуть в очеретяних заростях на берегах річок і озер, на болотах та в інших водно-болотиних угіддях, зустрічаються зграйками. Живляться переважно насінням, а також плодами, квітками, нектаром і комахами. Розмножуються протягом всього року. Бурогорлі ткачики є полігамними, на одного самця припадає кілька самиць, гніздяться колоніями, які можуть нараховувати до 300 гнізд. Гнізда мають овальну форму зі входом знизу.